# Lake Burrendong
Lake Burrendong är en reservoar i Australien. Den ligger i delstaten New South Wales, i den sydöstra delen av landet, omkring 230 kilometer nordväst om delstatshuvudstaden Sydney. Lake Burrendong ligger 342 meter över havet.
I omgivningarna runt Lake Burrendong växer huvudsakligen savannskog. Runt Lake Burrendong är det mycket glesbefolkat, med 2 invånare per kvadratkilometer. Genomsnittlig årsnederbörd är 807 millimeter. Den regnigaste månaden är februari, med i genomsnitt 147 mm nederbörd, och den torraste är oktober, med 23 mm nederbörd.